# Eine Halligfahrt

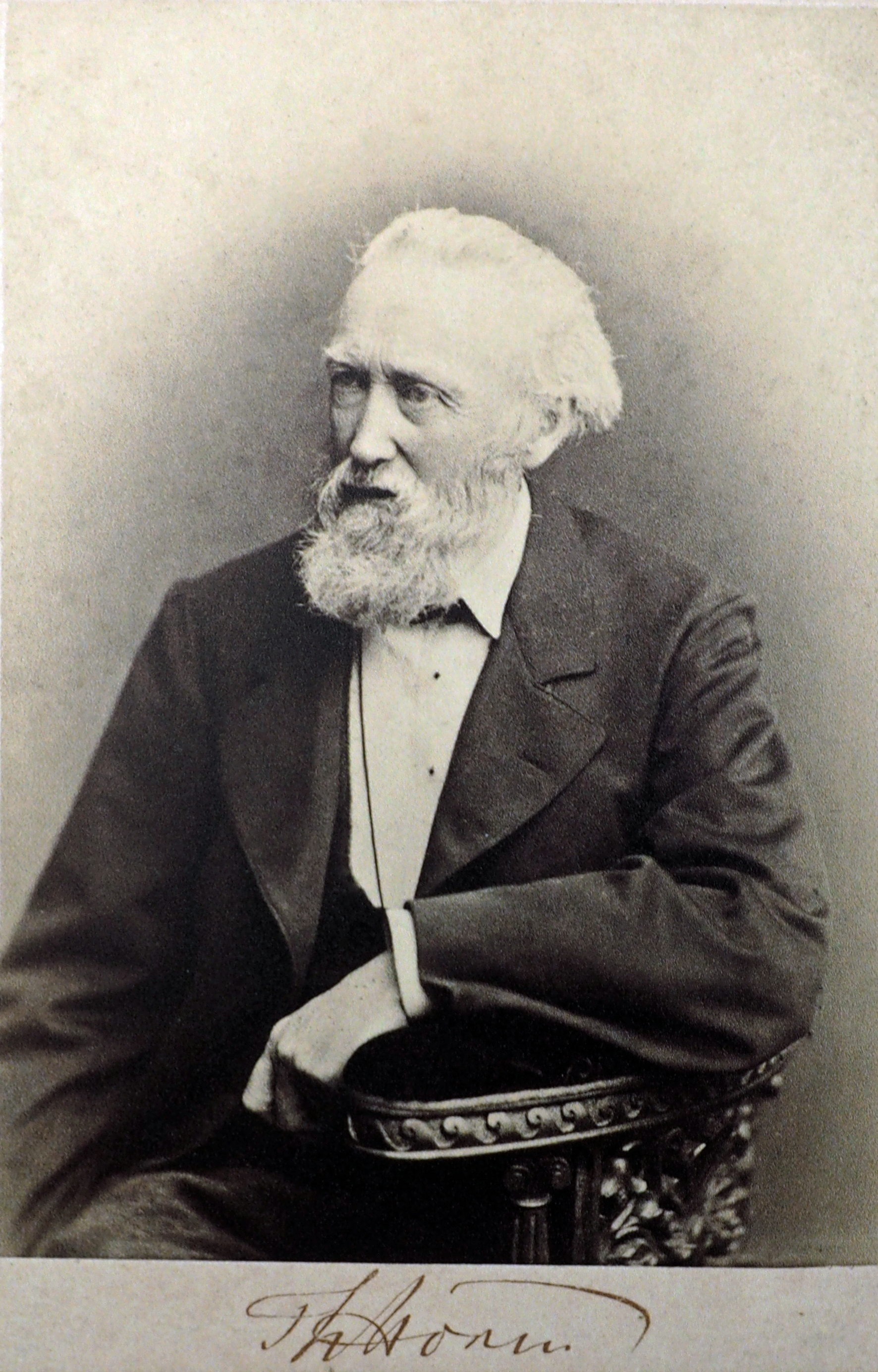
Theodor Storm

Eine Halligfahrt ist der Titel einer Novelle von Theodor Storm, die 1871 als drittes der Zerstreuten Kapitel in Westermanns Monatsheften erschien und in Buchform 1873 im Verlag der Gebrüder Paetel veröffentlicht wurde.
Wie in vielen Novellen Storms wird die Handlung rückblickend aufgerollt. Der Erzähler, ein junger Advokat, erinnert sich, während eines Tagesausflugs auf eine Hallig einen zivilisationsmüden Mann getroffen zu haben, den „alten Vetter“, dessen Aufzeichnungen aus dem Nachlass er am Ende der Erzählung anfügt. Der Advokat und das Mädchen Susanne kommen einander näher, ohne im weiteren Verlauf ihres Lebens eine Liebesbeziehung einzugehen.
Die kritischen Bemerkungen des Vetters mit ihren Seitenhieben auf die Beamtenhierarchie spiegeln Storms politische Haltung nach der Reichsgründung 1871 wider. Einige unwirklich scheinende Passagen der Novelle haben traumartigen Charakter. Mit der eingeflochtenen Sage vom Untergang Rungholts deutet Storm an, wie sehr die scheinbare Idylle der Hallig bedroht ist.

## Inhalt
Der Ich-Erzähler kommt an einem Sonntagmorgen nach einem Deichspaziergang heim und ist von den Eindrücken der schönen Marschlandschaft erfüllt. Er denkt an Susanne, mit der er vor langer Zeit durch den Koog spazierte, während die Lerchen über ihnen sangen.
Das blonde Mädchen wird von seiner stattlichen Mutter begleitet, einer Geheimrätin, die selbst den Krabben am Meeressaum Respekt einzuflößen scheint. Sie sind auf dem Weg zu ihrem Vetter, einem alten Junggesellen, der auf einer Hallig lebt und früher als Geigenvirtuose galt. Sie besteigen ein Segelschiff und treiben bald auf dem Meer. Als ein Schiffer „Rungholt“ ruft und die Geheimrätin unverständig reagiert, erklärt der Erzähler, sie müsse in die Vergangenheit blicken, und erinnert an den Untergang der Siedlung bei einer großen Flut. Aus allen Weltteilen hätten die heidnischen Seeleute die Schätze in die Heimat gebracht, hohnlachend den blanken Hans verspottet – „Trotz nu, blanke Hans!“ – und sich gegen den „aufgedrungenen Christengott“ aufgebäumt. Nach einer Blasphemie habe der Herr die Fluten wie zu Noahs Zeiten steigen lassen und die Stadt unter den Wassermassen begraben. Könnten aufmerksame Beobachter bisweilen die Türme und vom Seetang bedeckten Dächer in der Tiefe erkennen, hörten die Schiffer unter Deck die Glocken von Rungholt.
Während sie mit der Kutsche zum Haus des „alten Vetters“ fahren, fürchtet Susanne sich vor den Silbermöwen, die mit funkelnden Augen und starken Schnäbeln über ihnen schweben. Bald erreichen sie das auf einer Werfte liegende Anwesen, in dem der kauzige Mann seit Jahren lebt, um sich mit seiner großen Bibliothek den „Räder(n) der Staatsmaschine“ zu entziehen und ihr möglichst fern zu sein. Sein Wohnzimmer ist als Pesel der größte Raum des Hauses und lässt mit den Schränken voller Bücher und Karten, Kupferstichen von Claude Lorrain und Ruysdael, einer Venusstatuette und einer Beethovenbüste seine Liebe zur Kunst, Literatur und Musik erkennen. Kurz nach der Begrüßung vergleicht er einen gezähmten Sperling mit dem Menschen; beide seien an sich wertlos, trügen aber „die Möglichkeit zu allem Großen in sich.“
Der Erzähler durchstöbert die Bücherschränke, findet ein altes Exemplar des Hesperus und entdeckt einen schwarzen Geigenkasten. Er erinnert den Vetter an eine vor langer Zeit gehörte Melodie und bittet ihn, sie noch einmal zu spielen. Der aber weigert sich; man sehe doch, dass der Kasten ein „Särglein“ sei und man „die Toten ruhen lassen“ solle. Im Laufe des Tages wundert sich Susannes Mutter, warum ihr gebildeter Vetter die „feine Gesellschaft“ gegen die Einsamkeit der Hallig eingetauscht hat und spricht dies mehrfach an, worauf er jeweils mit Verve reagiert. Es sei doch erquicklich, sich in der Gewalt des sturmgepeitschten Meeres zu fühlen und nicht in der „unserer kleinen regierungslustigen Mitkreaturen!“ Auch mit anderen, kritischen Bemerkungen befremdet er seine Cousine. So bezeichnet er die Beamten als „Ober-Gott-weiß-was-Räte“, die sich auf „beunruhigende Weise...vermehren“ und denen man ausweichen müsse, um „keine Schläge von ihren hölzernen Armen“ abzubekommen.
Der schöne, baumreiche Garten wirkt wie eine paradiesische Insel in der kargen Umgebung. Susanne und der Erzähler setzen sich von den Älteren ab und geraten unter den Kronen der Apfelbäume in einen „träumerischen Zustand“, bis sie von der Geheimrätin zurückgerufen werden. Etwas später treffen sie sich in einer mit dem Haus verbundenen Scheune und gehen hinunter zum Strand, der vom Getöse der Brandung und Geschrei der Möwen erfüllt ist. Als das Mädchen die Nester der Austernfischer und anderer Vögel untersucht, schießt eines der wütenden Tiere jäh auf sie herab. Sie wirft sich an den Hals des Erzählers, der die letzte Strophe des Gedichts Das Paar von Christian Reinhold Köstlin rezitiert:
Nur ein Hauch darf beben,

Blitzen nur ein Blick;

Und die Engel weben

Fertig ein Geschick.
Er denkt an wohlmeinende Ratschläge zu seiner bevorstehenden Laufbahn und bezweifelt das Dichterwort. Um als junger Advokat aufsteigen zu können, müsse er seinen Schnurrbart abrasieren und den Heckerhut ablegen, was er bislang leichtsinnig unterlassen hat. Noch während das Mädchen ihn umarmt, opponiert er innerlich gegen diese „Tyrannei der öffentlichen Meinung“, beschließt dann aber resigniert, wieder heimzugehen.
Vom Wohnzimmer aus haben der Vetter und Susannes Mutter die Umarmung beobachtet. Auf eine mögliche spätere Beziehung angesprochen, winkt der junge Mann ab und verweist auf die angriffslustigen Vögel. Da es spät geworden ist, verlassen die drei Besucher die Hallig und fahren zurück ans Festland.
Nach einem weiteren Besuch stirbt der alte Mann auf seiner Hallig und wird dort begraben. Neben der Bibliothek erbt der Erzähler die Cremoneser Geige. Im handschriftlichen Nachlass finden sich Aufzeichnungen aus der Zeit vor dem Rückzug. In ihnen berichtet er von seiner Zeit als Geigenvirtuose und deutet eine Liebesbeziehung mit einer dem Erzähler unbekannten Frau namens Eveline an, seiner Muse, die er stellenweise in der Du-Form anspricht, mit der er aber nicht zusammenkommt. Vor langer Zeit hatte er das Instrument in den schwarzen Kasten gelegt. Der „elektrische Strom“, der ihn über sich hinaustrug und auch andere mit sich riss, schien nur bis „zu einer gewissen Grenze“ zu fließen. Nun steht er kurz vor einem Konzert im Haus seiner Freundin, will seine „klingende Seele ... aus ihrem Sarge nehmen“, ist sich aber nicht sicher, ob er vor so hoher Gesellschaft spielen soll. Nachdem sein Vetter das Largo und Menuett aus Beethovens früher D-Dur-Sonate gespielt hat und junge Sänger „Tee- und Kaffeeliedchen“, aber auch Eichendorff-Lieder vorgetragen haben, steht er am Flügel und spielt. Seine Geige singt wie „einst der Neck am Wasserfall“, während Eveline und die anderen Zuhörer ihn bewundern.

## Entstehung und Hintergrund

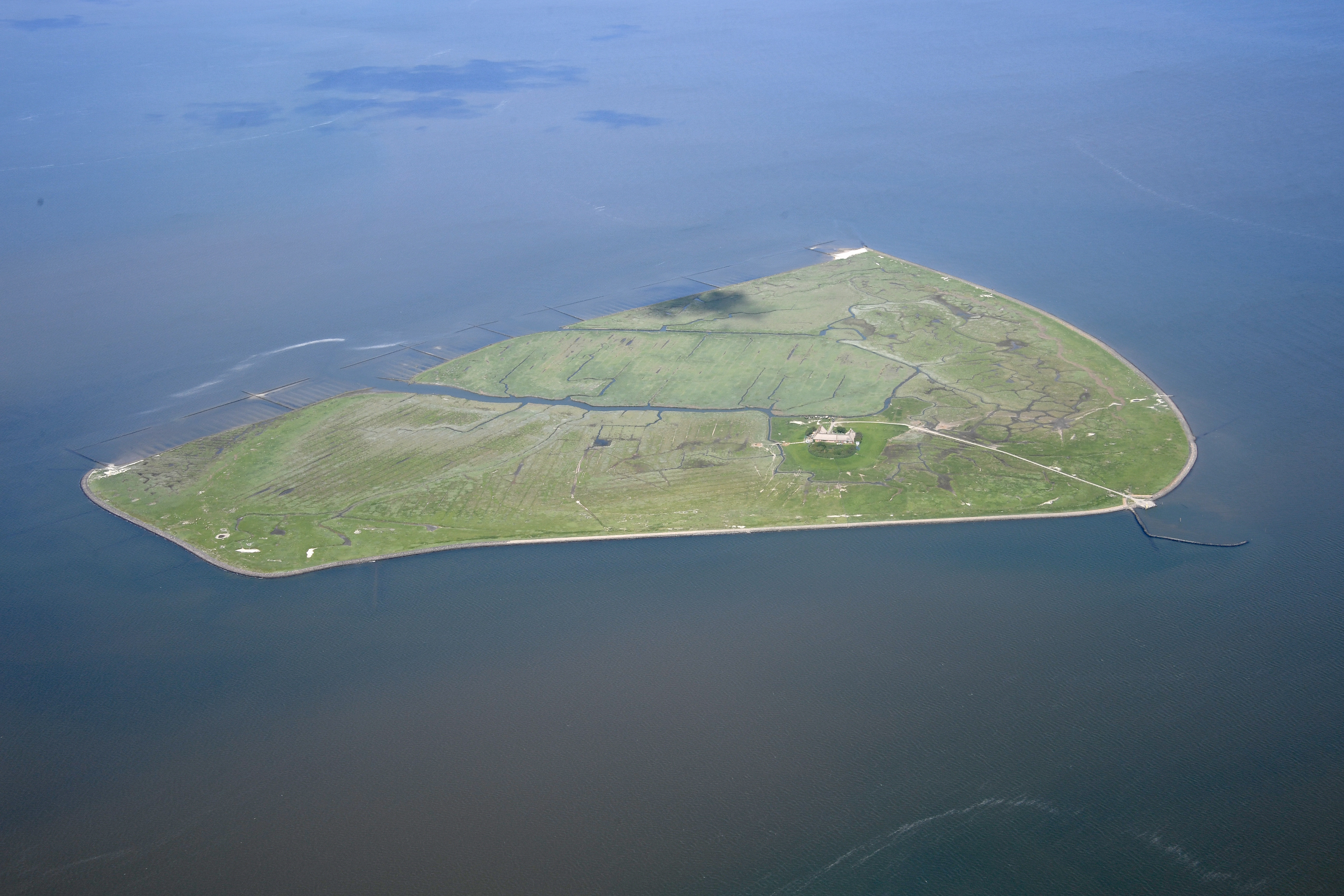
Süderoog bei Hochwasser

Storm schloss den ersten Entwurf der Novelle im Frühjahr 1871 ab und überarbeitete ihn, so dass Eine Halligfahrt im Oktober desselben Jahres als drittes der Zerstreuten Kapitel in Westermann’s Illustrirten Deutschen Monatsheften  erscheinen konnte. In Buchform wurde das Werk erstmals 1873 im Verlag der Gebrüder Paetel veröffentlicht. Bereits im Mai 1872 hatte er dem Verlag einen „Verlagscontrat“ geschickt, in dem die Teile des anvisierten Sammelbandes und die Einzelheiten der Vereinbarung festgehalten waren. Die Novelle sollte danach an dritter Stelle stehen.
Wie Storm seinem Brieffreund Ludwig Pietsch im Sommer 1873 mitteilte, hatte ihn eine vier Jahre zurückliegende Reise auf die Hallig Süderoog zu der Novelle inspiriert. Mit dem alten Vetter bilde er sich selbst ab.
Bereits in dem 1853/54 entstandenen Gedicht Meeresstrand hatte er die Wattenmeerlandschaft mit ihrer Vogelwelt und ihren geheimnisvollen Tönen eingefangen und ein Bild der Westküste Schleswig-Holsteins gemalt, deren Inseln wie Träume „im Nebel auf dem Meer“ liegen.
Als Kind hatte Storm die Februarflut 1825 miterlebt, bei der viele Menschen ertranken und die für die Halligen verheerend war. Wie die Küste Nordfrieslands vor den großen Sturmfluten der letzten Jahrhunderte ausgesehen haben mag, deutet er gleich zu Beginn seiner Novelle an und spricht von den einstmals „großen Eichenwäldern“, in denen die Eichhörnchen „meilenweit von Ast zu Ast zu springen konnte(n), ohne den Boden zu berühren.“ Heute finde man im Schlamm gelegentlich versteinerte Wurzeln und ahne, wie die Laubkronen mit den Nordweststürmen kämpfen mussten.
Bei der Groten Mandränke von 1362 wurde die Siedlung Rungholt mit ihren etwa 30 Kirchen und Kirchspielen vernichtet. Nach weiteren Katastrophen wie den Allerheiligenfluten von 1436 und 1570 riss die Zweite grote Mandränke die Insel Strand auseinander, wodurch Pellworm, die Halbinsel Nordstrand und die Hallig Nordstrandischmoor entstanden.
Das Rungholt-Motiv kannte Storm aus der von Karl Müllenhoff herausgegebenen Sammlung Sagen, Märchen und Lieder, in der die Sage als Nr. 173 abgedruckt ist.
Storm hielt sich an das Gerüst der Sage, verstärkte aber die Warnung, indem er das damalige Leben beschrieb und die sonnenbeschienenen Giebelhäuser, Türme und Mühlen ausmalte, um dem Leser die Schönheit und den „geheimnisvollen Ton“ der bedrohten Welt zu verdeutlichen. In der Sage erscheint der Untergang Rungholts als Menetekel für die Halligbewohner.
Das Werk ist thematisch und erzähltechnisch von Heinrich Heines Reisebildern beeinflusst, die Storm während der Entstehung seiner Novelle las. Wie in anderen Novellen charakterisierte er eine Figur als Liebhaber solcher Bücher, die er selbst schätzte und besaß. So gehört dem bibliophilen Vetter ein „abgegriffenes Exemplar“ des Hesperus von Jean Paul. Storm vertraute seinem Tagebuch an, dass er selbst „der jetzige Besitzer von des Vetters Jean-Paul-Ausgabe“ sei. Auch in seiner 1875 veröffentlichten Novelle Ein stiller Musikant verfügt der „alte Musikmeister“ über eine „hübsche Reihe“ von „Chodowiecki-Ausgaben“, wie Storm selbst sie liebte.
Storm bewertete die Ziele der Deutschen Revolution von 1848 positiv und ließ dies in die Beschreibung des Erzählers einfließen, der an Symbolen wie dem Heckerhut und dem Schnurrbart festhält, obwohl es seiner Karriere abträglich ist. Der Rechtsanwalt Friedrich Hecker und andere Revolutionäre hatten 1848 im Großherzogtum Baden die Republik ausrufen wollen.
So verlobt sich der Advokat nicht mit der Tochter der Geheimrätin, um gesellschaftlich aufsteigen zu können, und spürt, dass er sich der „Tyrannei der öffentlichen Meinung“ widersetzen muss.
Als Amtsrichter und preußischer Justizbeamter führte Storm die „geistlose subalterne Arbeit“ zwar pflichtgemäß aus, fühlte sich dabei aber als hilfloses Rädchen der Justizmaschine und ließ diese Eindrücke in die plastischen Wendungen des Alten einfließen, mit denen er seine Cousine verunsichert.

## Interpretationsansatz
Zu den bestimmenden Themen des von Vergänglichkeitsgedanken geprägten Werkes gehören Rückzug und soziale Isolation. Wie für Storms Erzählungen prägend, verläuft das Geschehen am Rande der Gesellschaft und nicht im Urbanen. Der Vetter begründet seine Zivilisationsflucht mit einer Kritik an der Gegenwart. Er ist in die „Meereseinsamkeit gezogen“ ist, um sich fern der verhassten Staatsmaschine zu befinden. Gleich zu Beginn des Treffens verdeutlicht der eigenwillige Vergleich des Menschen mit einem Sperling, was er von der Gesellschaft hält.
Seine Weltabkehr korrespondiert mit der Hinwendung zu Kunst und Wissenschaft. So ist die Atmosphäre des Hauses von Büchern und Gemälden geprägt, eine Beethovenbüste deutet auf die potentielle Größe des Menschen, und die Hallig mutet wie die Insel Utopia an, auf der Natur und Kultiviertheit verbunden sind.
Die dominante Geheimrätin bildet den Gegenpol zu dieser Welt und repräsentiert die urbane Gesellschaftsordnung.
Die hübsche Susanne ist als ihre Tochter zwar ebenfalls Teil der gemiedenen Gesellschaft, gehört aber eher zum utopischen Reich der Hallig. Sie ist zunächst oberflächlich gezeichnet und dient als Fläche, auf die der Erzähler seine Wünsche projizieren kann. Die Figur erscheint als Allegorie der Erinnerung; an das Mädchen denkend, wendet sich der Erzähler zurück, rekapituliert das Geschehen und leitet so die Handlung ein.
Das für Storms Prosa typische Moment des Rückblicks prägt die Novelle auf mehreren Stufen. Die Vergangenheit wird dabei unter dem Gesichtspunkt der Ewigkeit betrachtet und gewinnt einen eigenen Wert gegenüber der Gegenwart, die der Vetter als schnelllebig kritisiert. Das so Gewonnene erscheint ebenso wirklich wie das momentan Existierende. Dies wird bereits über die Rungholt-Sage verdeutlicht. Wie die Schätze der untergangenen Stadt ist auch der Gehalt der Erzählung nur über die Rückbesinnung zu bergen. Liegt Rungholt tatsächlich für alle Zeiten in den Tiefen, verspricht Susanne ein Glück, das real nicht erreicht werden kann.
Die Verknüpfung zwischen Sagenhandlung und persönlichen Erinnerungen des Erzählers verleiht der Binnenhandlung einen verklärten, fast magischen Charakter. Einige unwirklich anmutende Teile der Erzählung, wie die nachts erklingende Musik oder die über der Hallig schwebenden und wachsamen Möwen, verstärken den traumartigen Ausdruck der Erinnerung.